# Кулыгин, Иван Фёдорович
Иван Фёдорович Кулыгин (1893 год, аул Мерке, Аулиеатинский уезд, Российская империя — 17 сентября 1977, там же) — колхозник, Герой Социалистического Труда (1948).

## Биография
Родился в 1893 году в ауле Мерке (ныне — Меркенский район, Жамбылская область).
До 1930 года занимался индивидуальным хозяйством. С 1930 года по 1936 год работал в различных учреждениях. В 1936 году вступил в колхоз «Новый путь». В 1946 году был назначен бригадиром полеводческой бригады.
В 1946 году бригада, которой руководил Иван Кулыгин, собрала с участка площадью 15 гектаров по 14,96 центнеров пшеницы. В 1947 году бригада собрала на участке площадью 19 гектаров по 32,6 центнеров пшеницы с каждого гектара. За этот доблестный труд он был удостоен в 1948 году звания Героя Социалистического Труда.
Скончался 17 сентября 1977 года, похоронен на православном кладбище села Мерке.

## Награды
- Герой Социалистического Труда (1948);
- Орден Ленина (1948);
- Медаль «За доблестный труд в Великой Отечественной войне 1941—1945 гг.».